# Blijeda ovojnača
Blijeda ovojnača ili blijeda preslica (lat. Amanita lividopallescens) je vrsta jestive gljive iz roda Amanita. 

## Opis
- Klobuk blijede ovojnače je širok od 7 do 20 centimetara, bjelkast ili sivožućkast, u mladosti se na površini mogu pronaći bjelkasti ostaci ovoja koji zatim najčešće otpadnu; najprije je zvonkast, zatim konveksan i, na kraju, raširen; na obodu se osobito ističe tipična narebranost.
- Listići su blijedi ili s vrlo slabom nijansom boje vrhnja, zaokruženi u pazušcu, jednako dugi, prilično gusti i srednje široki.
- Stručak je visok od 7 do 20 centimetara, promjera od 1 do 3 cm, blijed, slabo čupav; u mladosti može imati ostatak ovoja u obliku prolaznog vjenčića; vitak, često zavijen, prema klobuku tanji; osnova se nalazi u bijelom, opnastom i prilično visoko postavljenom ovoju; ponekad je na osnovi sekundarna zona ovoja.
- Meso je bijelo, krhko, bez karakterističnog mirisa i okusa.
- Spore su okruglaste, 11 – 14 μm.

## Stanište
Raste u šumama na travnatim mjestima ljeti i početkom jeseni.

## Upotrebljivost
Blijeda ovojnača je jestiva, izvrsne kakvoće.

## Sličnosti
Blijeda ovojnača gotovo svim morfološkim značajkama odgovara srebrnastoj preslici (lat. Amanita mairei). Od nje se razlikuje uglavnom time što može narasti vrlo velika. Dr. Grošinić, veliki ljubitelj gljiva, donio je 1980. u Zagreb na izložbu gljiva 2 primjerka blijede ovojnače koje su imale promjer klobuka veći od 20 cm. Ako pazite na navedene značajke, ne možete pogriješiti.